# Hieraaetus
Hieraaetus er en slægt af fugle i høgefamilien med fem arter, der er udbredt i både Afrika, Eurasien og Australien. 

## Arter
De fem arter i slægten:
- Dværgørn (Hieraaetus pennatus)
- Savanneørn (Hieraaetus wahlbergi)
- Australsk dværgørn (Hieraaetus morphnoides)
- Hieraaetus weiskei[2]
- Brun høgeørn (Hieraaetus ayresii)